# 善養寺 (豊島区)
善養寺（ぜんようじ）は、東京都豊島区にある天台宗の寺院。

## 歴史
天長年間（824年-834年）、慈覚大師円仁によって開山されたといわれている。
江戸時代は、今の上野駅・鶯谷駅間の山手線等の線路上に位置していた。明治以降は「下谷善養寺町」と地名になるほどであったが、鉄道建設のために1912年（明治45年）に現在地に移転した。
本堂には、閻魔大王が鎮座している。かつては太宗寺や華徳院とともに「江戸三閻魔」として知られ、縁日には多くの人で賑わったという。どういう経緯で閻魔を安置したのかは不明である。

## 墓所
- 尾形乾山（陶工）

尾形光琳の弟で、寛永寺貫主となった公寛法親王のつてで江戸に赴いて製陶を続けた。
- 町田家

新門辰五郎の養父の家で、辰五郎の分骨も入っている。辰五郎の墓は近くの盛雲寺にある。
- 湯浅年子（物理学者）
- 出羽ノ花國市（大相撲力士、第4代日本相撲協会理事長）

## 交通アクセス
- 西巣鴨駅より徒歩7分。